# Antonio Escolano
Antonio Escolano Martínez (Alicante, 1952) es un dibujante de cómic que trabajó fundamentalmente para el mercado exterior.

## Biografía

### El mercado exterior
De formación autodidacta, Antonio Escolano comenzó su carrera historietística como ayudante de Jorge Franch Cubells y formando tándem con su primo Juan Soler Martínez.
A partir de 1974 empezó a ilustrar guiones en inglés para el mercado exterior:
- De terror, para la editorial estadounidense Charlton Comics, especializándose en adaptaciones de cuentos de Edgar Allan Poe.
- Bélicos, para la británica D.C. Thomson & Co. Ltd..
- De misterio y aventuras, para la también británica I.P.C. Magazines Ltd.

Enviaba su trabajos al extranjero por correo, introduciéndolos en rulos de cartón rígido que adquiría en tiendas de tejidos.

### Otros ámbitos
A causa del estacamiento salarial y el nulo respeto a los derechos de autor de las editoriales anglosajonas, Escolano colaboró con editoriales de otros países: La Casa Editrice Universo y el Corriere della Sera, ambas de Milán, la Editorial Bastei-Comic de Alemania y la Semic-Press A.B. de Suecia y Finlandia, adaptando al papel a James Bond.
Los siguientes años tanteó el mercado español (El Pequeño País, el diario 'Hoy' de Badajoz, el Instituto de Cultura Juan Gil-Albert de Alicante) antes de decantarse por el diseño publicitario, aun sin abandonar la realización ocasional de historietas de vocación didáctica para otras instituciones.

## Obra
| Años | Título                           | Guionista  | Tipo            | Publicación                                      |
| ---- | -------------------------------- | ---------- | --------------- | ------------------------------------------------ |
| 1983 | Verdh, el Gran Brujo             | Juan Soler | Serie           | El Pequeño País                                  |
| 1984 | Alicante 84. La Movida del Cómic | VV. AA.    | Álbum colectivo | Diputación Provincial de Alicante: Forma Abierta |